# Geografia de Coronel Fabriciano
| Geografia de Coronel Fabriciano |                                                                                                   |
|                                 |                                                                                                   |
| Mapa de Coronel Fabriciano      |                                                                                                   |
| Região                          | Sudeste                                                                                           |
| Estado                          | Minas Gerais                                                                                      |
| Coordenadas geográficas         | 19° 31′ S, 42° 37′ O                                                                              |
| Área                            |                                                                                                   |
| - Total                         | 221,252 km² (MG: 595º)                                                                            |
| - Zona urbana                   | 15,65 km² (MG: 67º)                                                                               |
| - Zona rural                    | 198,912 km²                                                                                       |
| Limites                         |                                                                                                   |
| - Municípios limítrofes         | Norte: Joanésia e Mesquita; Oeste: Ferros; Sudoeste: Antônio Dias; Sul: Timóteo; Leste: Ipatinga. |
| Relevo                          | Predominantemente acidentado                                                                      |
| Extremos de elevação            |                                                                                                   |
| - Ponto mais alto               | 1 260 m (na Serra dos Cocais)                                                                     |
| - Ponto mais baixo              | 220 m (no rio Piracicaba)                                                                         |
| Hidrografia                     |                                                                                                   |
| - Bacia hidrográfica            | Rio Doce                                                                                          |
| - Principais rios               | Piracicaba e ribeirão Caladão                                                                     |
| Clima                           | tropical quente semiúmido (Aw)                                                                    |

Geografia de Coronel Fabriciano se refere às características naturais do município brasileiro supracitado, localizado no interior do estado de Minas Gerais, como relevo, hidrografia e outros aspectos de sua composição física. Coronel Fabriciano está situado no Vale do Rio Doce, no leste mineiro, abrangendo uma área de 221 quilômetros quadrados. A população de cerca de 100 mil habitantes está distribuída sobretudo na zona urbana, que corresponde a 7% da área total e se localiza a cerca de 200 quilômetros a leste da capital do estado, Belo Horizonte.
O município apresenta relevo predominantemente acidentado, sendo que cerca de 80% da área municipal é coberta por mares de morros. As maiores elevações do território fabricianense se encontram no interior da Serra dos Cocais, onde a altitude máxima alcança os 1 254 metros acima do nível do mar. Nos Cocais, também estão situadas diversas nascentes de pequenos córregos e ribeirões, a exemplo do ribeirão Caladão, que corta o perímetro urbano da cidade. A sul de Coronel Fabriciano, delimitando sua divisa com o município de Timóteo, está o rio Piracicaba.
O clima de Coronel Fabriciano é tropical quente semiúmido, caracterizado por uma estação seca e amena nos meses de inverno em contraste com o período quente e chuvoso do verão. A vegetação nativa do município pertence ao domínio da Mata Atlântica, porém a monocultura de reflorestamento com eucalipto ocupa quase 60% da área municipal, tendo como objetivo a produção de madeira destinada às indústrias da Região Metropolitana do Vale do Aço (RMVA), a qual a cidade está incluída e que corresponde a um dos maiores polos urbanos do estado de Minas Gerais.

## Localização
O município de Coronel Fabriciano ocupa uma área de 221,252 quilômetros quadrados. Está localizado no interior de Minas Gerais, na região leste da unidade federativa. De acordo com a divisão regional vigente desde 2017, instituída pelo IBGE, o município pertence às Regiões Geográficas Intermediária e Imediata de Ipatinga. Até então, com a vigência das divisões em microrregiões e mesorregiões, fazia parte da microrregião de Ipatinga, que por sua vez estava incluída na mesorregião do Vale do Rio Doce. Limita-se com Joanésia e Mesquita a norte, Ferros a oeste, Antônio Dias a sudoeste, Timóteo a sul e Ipatinga a leste.
Da área total, 15,65 km² constituem o perímetro urbano, que se situa entre os paralelos 19°31'08" de latitude sul e 42°37'44" de longitude oeste e está a 198 km da capital mineira. Administrativamente, constitui-se pelo distrito-sede e pelo distrito de Senador Melo Viana, que ocupa a porção norte da zona urbana e tem área total de 46,88 km². A cidade também é dividida em bairros oficiais e "setores de planejamento", de acordo com a prefeitura.

### Região metropolitana

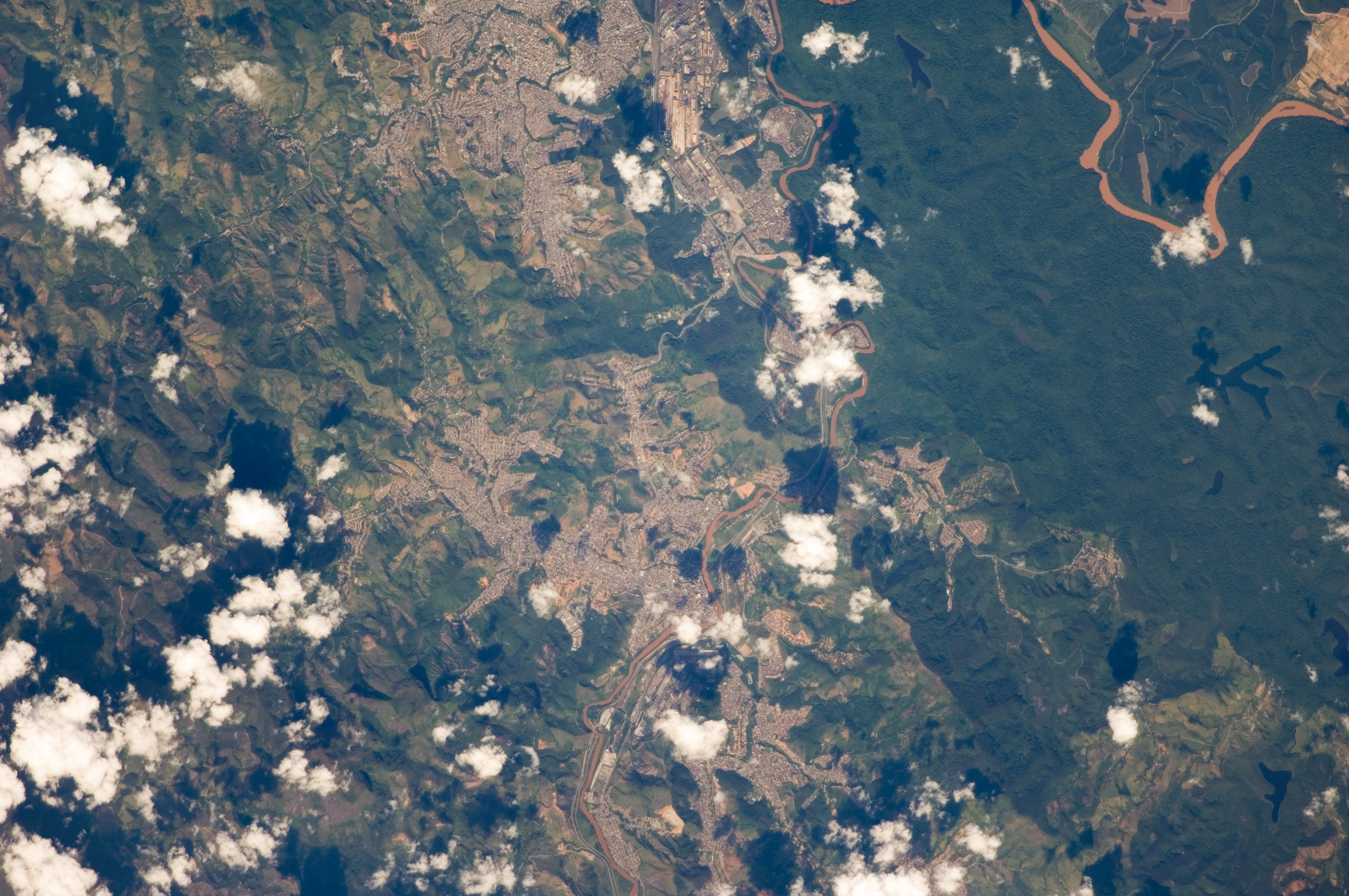
Imagem de satélite mostrando Coronel Fabriciano (ao meio da imagem) e parte de suas vizinhas Ipatinga (acima) e Timóteo (abaixo)

O intenso crescimento dessa região tem tornado inefetivas as fronteiras políticas entre seus municípios, formando-se a Região Metropolitana do Vale do Aço, envolvendo Coronel Fabriciano juntamente com as cidades de Ipatinga, Santana do Paraíso e Timóteo, além dos outros 24 municípios que fazem parte do chamado colar metropolitano. A região se tornou conhecida internacionalmente em virtude das grandes empresas que sedia, a exemplo da Cenibra (em Belo Oriente), Aperam South America (em Timóteo) e Usiminas (Ipatinga), todas com um considerável volume de produtos exportados, sendo um dos maiores pólos urbanos do estado de Minas Gerais. Segundo o Instituto Brasileiro de Geografia e Estatística (IBGE), os quatro principais municípios reuniam, em 2022, um total de 458 846 habitantes.
Coronel Fabriciano sediava os complexos industriais da Aperam South America (antiga Acesita) e Usiminas. Na época da implantação das grandes siderúrgicas na cidade houve um grande crescimento populacional desordenado na região e em 1964 os municípios de Ipatinga e Timóteo se desmembraram, o que incluiu os territórios das indústrias. Vários trabalhadores dessas empresas, entretanto, continuaram a morar em Coronel Fabriciano, enquanto as receitas tributárias e a maior parte das ações sociais promovidas pelas indústrias eram destinadas às cidades vizinhas, que as sediam. A partir disso, Fabriciano ficou carente de recursos e estrutura para promover as políticas públicas necessárias e o crescimento urbano não foi acompanhado pelo desenvolvimento econômico e social que fosse capaz de suprir às necessidades da população.

## Geologia e relevo
Coronel Fabriciano tem a altitude média de 250 metros. O ponto culminante do município está na Serra dos Cocais, que chega aos 1 260 metros, enquanto que a altitude mínima se encontra no rio Piracicaba, com 220 metros. No município predomina um relevo acidentado, sendo que cerca de 80% do território fabricianense é de terras formadas por mares de morros, 15% são áreas onduladas e nos 5% restantes há terrenos planos.
A região do município de Coronel Fabriciano está inserida na depressão interplanáltica do Vale do Rio Doce, que tem 200 km de comprimento e 50 km de largura, cujo relevo é resultado de uma dissecação fluvial atuante nas rochas granito-gnáissicas do período Pré-Cambriano. Em grande parte da bacia do rio Doce predominam solos acentuadamente drenados que ocorrem principalmente nos planaltos dissecados. Este conjunto apresenta, na região, solos com baixa saturação de bases (distróficos) e alta saturação com alumínio (álicos), sendo formados de rochas predominantemente gnáissicas, leuco e mesocráticas, porém de caráter ácido, magmáticos charnoquitos, xistos e de depósitos argilo-arenosos. Outros tipos de solo que ocorrem em menor percentagem são: latossolo húmico, solos litólicos, cambissolos e afloramentos de rochas.
Segundo estudos expedidos pelo Departamento Nacional de Produção Mineral (DNPM), podem ser encontradas no município pedras preciosas e semipreciosas como água-marinha, turmalina, quartzo, topázio, granada e grafite, no entanto a extração mineral ainda não é feita legalmente. Coronel Fabriciano faz parte da província geológica da Serra do Espinhaço, sendo sua principal unidade geológica a Serra dos Cocais, que corresponde à zona rural fabricianense e tem altitudes médias variando de 500 a 800 metros. Suas terras são formadas por blocos contínuos de granito, com rochas que sofreram alterações devido à pressão atmosférica e temperatura e têm idades superiores a 600 milhões de anos. Além da relevância geológica, divide três grandes bacias hidrográficas: dos rios Piracicaba, Santo Antônio e Doce, abrigando cerca de 300 nascentes.

## Hidrografia
O município faz parte da sub-bacia do rio Piracicaba que, por sua vez, está inserida na bacia do rio Doce. No subsolo, abaixo do rio Piracicaba, está localizado um aquífero aluvionar, que é de onde é extraída a água utilizada para o suprimento da região do Vale do Aço. A demanda de água gira em torno de 292 litros por segundo e a captação e tratamento no município são realizados pela Companhia de Saneamento de Minas Gerais (Copasa), na estação de tratamento localizada no bairro Amaro Lanari. A disponibilidade hídrica superficial no município é maior na parte sul. Enquanto nas demais áreas a capacidade máxima é de 0,008 a 1 litro por segundo, a região sul, mais próxima do rio Piracicaba, apresenta uma média de até dez mil litros por segundo.
De forma geral, o território municipal é abrangido por três sub-bacias menores, cujos cursos principais correm para o rio Piracicaba, sendo elas a do ribeirão Cocais Pequeno, que tem 129 km² e se restringe à zona rural; do ribeirão Caladão (53 km²); e do ribeirão Caladinho (9 km²); das quais as duas últimas abrangem o perímetro urbano. Destes, os ribeirões Cocais Pequeno e Caladão nascem na Serra dos Cocais, mas o Caladão corta a cidade de norte a sul e, em seu trecho urbano, sofre gravemente com a degradação ambiental, principalmente com o despejo de lixo, assoreamento e erosão, favorecendo a ocorrência de enchentes durante o período chuvoso. O ribeirão Caladinho, cuja nascente se encontra próxima ao bairro Caladinho, também se encontra degradado. Além dos ribeirões Caladão e Caladinho, os córregos dos Camilos e São Domingos são leitos menores que cortam a zona urbana.
Durante a época chuvosa, que normalmente vai de outubro a março, são comuns enchentes em áreas baixas do município ao longo do curso do rio Piracicaba. Na cidade, o principal bairro afetado pelas inundações é uma parte baixa do Centro de Fabriciano, conhecida como Prainha, por se localizar às margens do rio. É comum suas ruas ficarem debaixo d'água durante o período chuvoso e já foi recomendada a desocupação dessas áreas. Outros bairros frequentemente afetados são o Mangueiras e Amaro Lanari. Na zona rural, por sua vez, são os principais cursos hidrográficos da Serra dos Cocais os córregos Alto, Cachoeira, do Cedro, do Cristal, dos Cocais, dos Gouveia, dos Machados, Frio, Lagoa, Melo Viana, Nova Estrela e Timirim, além do ribeirão Cocais Pequeno, segundo cadastros do IBGE em 1980 e da prefeitura em 2009.[1][2][3] Em um trecho do Cocais Pequeno localizado a cerca de seis quilômetros do bairro Belvedere há uma praia de água doce: a praia do Cachoeirão, que é uma das atrações naturais da cidade.[3]

## Clima

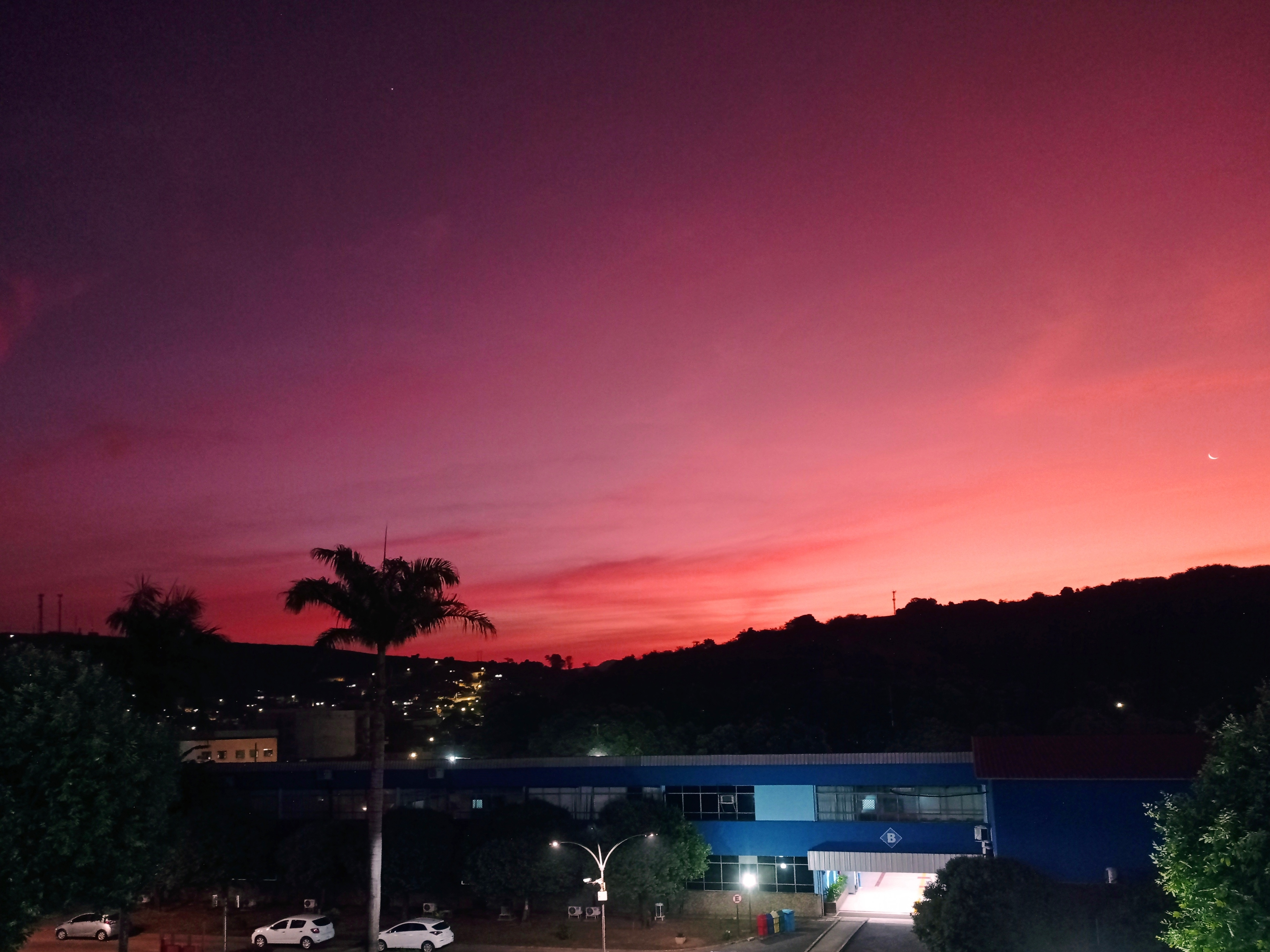
Crepúsculo fotografado em Coronel Fabriciano em um dia de junho

O clima fabricianense é caracterizado como tropical quente semiúmido (tipo Aw segundo Köppen), com temperatura média compensada anual de 23 °C e pluviosidade média de 1 415 mm/ano, concentrados entre os meses de outubro e abril. A estação chuvosa compreende os meses mais quentes, enquanto que a estação seca abrange os meses mornos. Outono e primavera, por sua vez, são estações de transição. A passagem entre os períodos seco e chuvoso é marcada por tempestades e amplitude térmica elevada, sobretudo entre o fim do inverno e a primavera.
As precipitações caem principalmente sob a forma de chuva e, esporadicamente, de granizo, com registros desse fenômeno em 4 de setembro de 2006, 8 de março de 2010 e 17 de dezembro de 2024. As chuvas podem ainda vir acompanhadas de descargas elétricas e fortes rajadas de vento. De acordo com o Grupo de Eletricidade Atmosférica do Instituto Nacional de Pesquisas Espaciais (ELAT/INPE) em 2018, o município apresenta uma densidade de descargas de 2,382 raios por km²/ano, estando na 401ª posição a nível estadual e na 3 686ª a nível nacional.
A umidade do ar é relativamente elevada, sendo a média anual de 79%. No entanto, baixos índices de umidade podem ser registrados durante a estação seca ou em longos veranicos. Nesses períodos, o ar seco em associação à poluição favorece a concentração de poluentes na atmosfera, contribuindo com a piora da qualidade do ar. O vento dominante é originado na direção leste e, no período mais ventoso do ano, entre os dias 2 de agosto e 1º de dezembro, a velocidade média é de 10,6 quilômetros, tendo uma ligeira concentração entre setembro e outubro. Na época mais calma, de março a junho, a velocidade média varia entre 8 e 9 quilômetros por hora.
Mesmo com a queda da temperatura no inverno, eventos de frio em demasia são incomuns, ainda que nos dias mais frios do ano possam-se observar marcas próximas ou, com menor frequência, abaixo de 10 °C. Apesar da presença de nebulosidade ocorrer na maior parte do ano e de eventuais condições de tempo nublado e chuvoso serem capazes de proporcionar dias com temperaturas amenas em qualquer estação, as máximas diárias dificilmente também ficam abaixo dos 20 °C, mesmo no inverno. Por outro lado, os dias mais quentes do ano tendem a registrar temperaturas acima dos 35 °C, podendo ocorrer picos próximos ou acima de 40 °C.

### Recordes climáticos

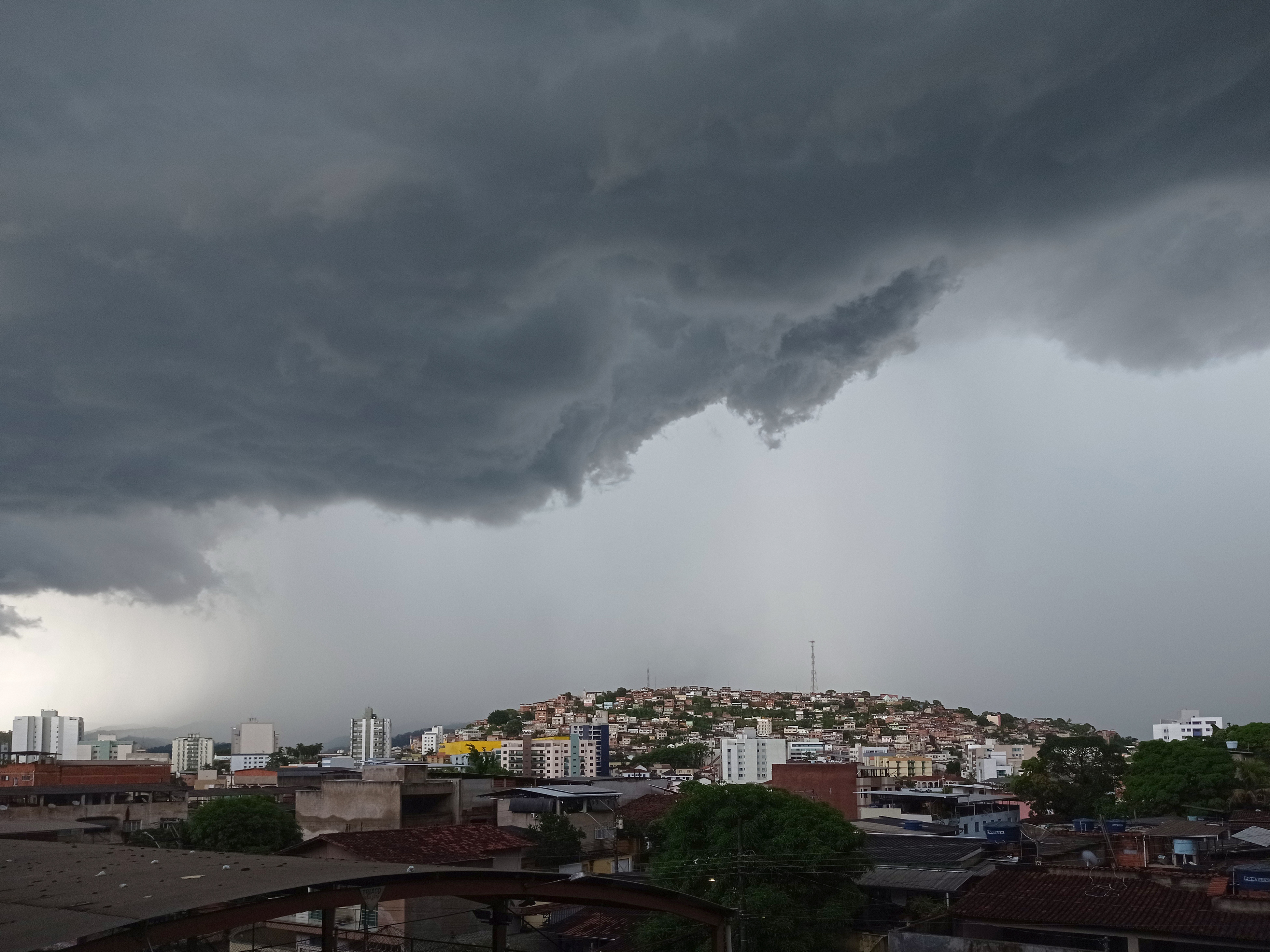
Tempestade se aproxima da cidade em uma tarde de fevereiro, no verão.

Segundo dados do Instituto Nacional de Meteorologia (INMET), referentes ao período de 1981 a 2002, a temperatura mínima absoluta registrada em Coronel Fabriciano foi de 3,6 °C em 11 de junho de 1985 e a maior atingiu 40 °C em 6 de fevereiro de 1998. Fora desse período, uma estação meteorológica particular cadastrada pelo Weather Wunderground aferiu 43,3 °C em 13 de novembro de 2023, durante uma onda de calor intensa. Já a menor temperatura máxima observada em um dia, de acordo com a série do INMET, foi de 17,2 °C em 16 de agosto de 1999 enquanto que a maior temperatura mínima foi de 26,4 °C em 26 de janeiro de 1994. O menor índice de umidade relativa do ar, por sua vez, foi de 19% na tarde do dia 1 de setembro de 1993.
| Maiores acumulados de precipitação em 24 horas registrados em Coronel Fabriciano (INMET) por meses (1981–2002) | Maiores acumulados de precipitação em 24 horas registrados em Coronel Fabriciano (INMET) por meses (1981–2002) | Maiores acumulados de precipitação em 24 horas registrados em Coronel Fabriciano (INMET) por meses (1981–2002) | Maiores acumulados de precipitação em 24 horas registrados em Coronel Fabriciano (INMET) por meses (1981–2002) | Maiores acumulados de precipitação em 24 horas registrados em Coronel Fabriciano (INMET) por meses (1981–2002) | Maiores acumulados de precipitação em 24 horas registrados em Coronel Fabriciano (INMET) por meses (1981–2002) |
| Mês | Acumulado | Data | Mês | Acumulado | Data |
| --- | --- | --- | --- | --- | --- |
| Janeiro | 97,5 mm | 22/01/1993 | Julho | 19,4 mm | 31/07/1989 |
| Fevereiro | 103 mm | 09/02/2000 | Agosto | 61,6 mm | 30/08/2000 |
| Março | 168,4 mm | 23/03/1991 | Setembro | 54,2 mm | 16/09/1991 |
| Abril | 152 mm | 06/04/1984 | Outubro | 90,4 mm | 29/10/1992 |
| Maio | 47,2 mm | 03/05/1990 | Novembro | 120,7 mm | 02/11/1992 |
| Junho | 35,8 mm | 11/06/1989 | Dezembro | 154,6 mm | 08/12/1985 |

O maior acumulado de precipitação observado pela série do INMET em 24 horas foi de 168,4 milímetros (mm) em 23 de março de 1991. Outros grandes acumulados (completando os cinco maiores) foram 154,6 mm em 8 de dezembro de 1985, 152 mm em 6 de abril de 1984, 120,7 mm em 2 de novembro de 1992 e 103 mm em 9 de fevereiro de 2000. Fora desse período, o ponto de medição cadastrado pelo Weather Wunderground registrou 172 mm de chuva durante o dia 25 de janeiro de 2020.
Segundo a medição da Agência Nacional de Águas e Saneamento Básico (ANA) de 1940 a 1974, o maior acumulado de precipitação em 24 horas foi de 179,2 mm em 18 de novembro de 1953, seguido de 123 mm em 2 de abril de 1941, 112,3 mm em 27 de janeiro de 1953, 110 mm em 12 de março de 1973 e 108 mm em 14 de janeiro de 1941. No entanto, em 15 de dezembro de 2005, uma estação pluviométrica pertencente à CPRM situada em Timóteo, na divisa com Coronel Fabriciano, observou um volume de 200,2 mm em 24 horas. Esse evento de precipitação provocou enchentes e deslizamentos de terra por toda a cidade, deixando-a em situação de calamidade pública. Houve registros de mortes e feridos e alguns bairros ficaram isolados. Em 17 de dezembro de 2024, além de granizo e rajadas de vento, uma tempestade provocou 109 mm de chuva entre o fim da tarde e a noite, resultando em inundações e enxurradas em todas as regiões da cidade. Foi decretado estado de calamidade pública.
| Dados climatológicos para Coronel Fabriciano                                                                              | Dados climatológicos para Coronel Fabriciano | Dados climatológicos para Coronel Fabriciano | Dados climatológicos para Coronel Fabriciano | Dados climatológicos para Coronel Fabriciano | Dados climatológicos para Coronel Fabriciano | Dados climatológicos para Coronel Fabriciano | Dados climatológicos para Coronel Fabriciano | Dados climatológicos para Coronel Fabriciano | Dados climatológicos para Coronel Fabriciano | Dados climatológicos para Coronel Fabriciano | Dados climatológicos para Coronel Fabriciano | Dados climatológicos para Coronel Fabriciano | Dados climatológicos para Coronel Fabriciano |
| Mês | Jan                                          | Fev                                          | Mar                                          | Abr                                          | Mai                                          | Jun                                          | Jul                                          | Ago                                          | Set                                          | Out                                          | Nov                                          | Dez                                          | Ano                                          |
| --- | -------------------------------------------- | -------------------------------------------- | -------------------------------------------- | -------------------------------------------- | -------------------------------------------- | -------------------------------------------- | -------------------------------------------- | -------------------------------------------- | -------------------------------------------- | -------------------------------------------- | -------------------------------------------- | -------------------------------------------- | -------------------------------------------- |
| Temperatura máxima recorde (°C)                                                                                           | 39,4                                         | 40                                           | 37                                           | 36,6                                         | 36                                           | 32,6                                         | 35,8                                         | 35                                           | 38,4                                         | 39,8                                         | 38,6                                         | 38                                           | 40                                           |
| Temperatura máxima média (°C)                                                                                             | 32,3                                         | 33                                           | 32,3                                         | 31                                           | 29                                           | 27,9                                         | 28,1                                         | 28,6                                         | 29,6                                         | 30,1                                         | 30,9                                         | 31,2                                         | 30,3                                         |
| Temperatura média compensada (°C)                                                                                         | 25,3                                         | 25,5                                         | 25                                           | 23,5                                         | 21,4                                         | 19,5                                         | 19,1                                         | 19,9                                         | 22                                           | 23,3                                         | 24,2                                         | 24,7                                         | 22,8                                         |
| Temperatura mínima média (°C)                                                                                             | 20,6                                         | 20,5                                         | 20,1                                         | 18,5                                         | 16,2                                         | 14,1                                         | 13,1                                         | 13,9                                         | 16,4                                         | 18,6                                         | 19,4                                         | 20,2                                         | 17,6                                         |
| Temperatura mínima recorde (°C)                                                                                           | 16                                           | 15,6                                         | 14,4                                         | 11,8                                         | 6,8                                          | 3,6                                          | 6,4                                          | 5,4                                          | 8                                            | 12,6                                         | 13                                           | 15,2                                         | 3,6                                          |
| Precipitação (mm) | 239,8                                        | 137,1                                        | 162,5                                        | 66,6                                         | 40,6                                         | 15,2                                         | 7,4                                          | 18,1                                         | 48,7                                         | 108                                          | 258,1                                        | 312,8                                        | 1 414,9                                      |
| Dias com precipitação (≥ 1 mm)                                                                                            | 13                                           | 8                                            | 10                                           | 6                                            | 5                                            | 3                                            | 2                                            | 2                                            | 5                                            | 8                                            | 14                                           | 16                                           | 92                                           |
| Umidade relativa compensada (%)                                                                                           | 80                                           | 77,8                                         | 79,8                                         | 81,1                                         | 82,2                                         | 82,4                                         | 79,2                                         | 76,3                                         | 74,5                                         | 75,5                                         | 79,9                                         | 81,3                                         | 79,2                                         |
| Fonte: Instituto Nacional de Meteorologia (INMET) — normal climatológica de 1981–2010; recordes de temperatura: 1981–2002 |                                              |                                              |                                              |                                              |                                              |                                              |                                              |                                              |                                              |                                              |                                              |                                              |                                              |

## Ecologia e meio ambiente

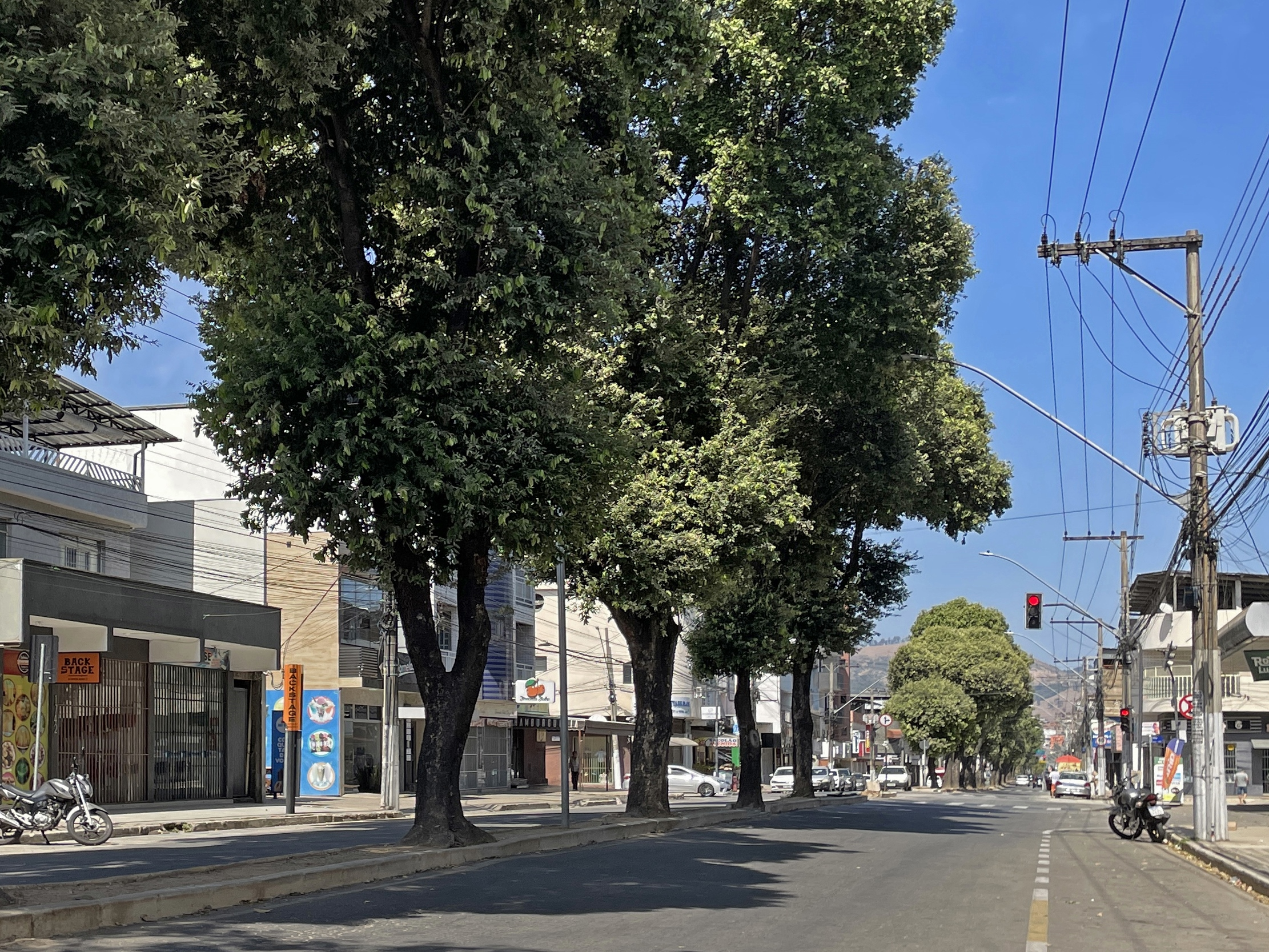
Oitis na Avenida Magalhães Pinto, no distrito Senador Melo Viana.

A vegetação nativa pertence ao domínio florestal Atlântico (Mata Atlântica), porém a monocultura de reflorestamento com eucalipto ocupa área maior que o bioma original, tendo como finalidades a produção de matéria-prima para a fábrica de celulose da Cenibra e a produção de carvão vegetal para as siderúrgicas locais, como a Aperam South America e a Usiminas. No interior da Serra dos Cocais, assim como em vários municípios do Vale do Rio Doce, a Cenibra passou a pagar aos pequenos produtores para que cultivassem o eucalipto em suas propriedades, destinado à produção de celulose da empresa, em Belo Oriente, ao invés de manterem suas lavouras para própria subsistência, onde as atividades econômicas predominantes giravam em torno da agropecuária e plantações de café e passaram a ser substituídas pelo extrativismo vegetal, na produção de madeira destinada às indústrias do Vale do Aço.
Em 2009, os plantios de eucalipto ocupavam 13 129,08 hectares ou 59,13% da área de Coronel Fabriciano. Neste mesmo ano, 50,1 hectares (0,23%) eram cobertos por cursos hídricos e 1 246,78 hectares (5,61%) eram áreas urbanizadas. No que se refere à ocupação do território fabricianense, cerca de 429 hectares do município são utilizados em cultivos de lavouras e outros 1 916 hectares são ocupados por pastagens destinadas principalmente à pecuária. Enquanto isso, a arborização urbana é considerável, o que exige trabalhos de poda de forma recorrente. Por outro lado, há carência de áreas verdes na cidade. De cerca de 50 praças e espaços de convivência existentes, poucos cumprem a função de área verde, situação que desfavorece o conforto ambiental e o uso.

### Riscos ambientais

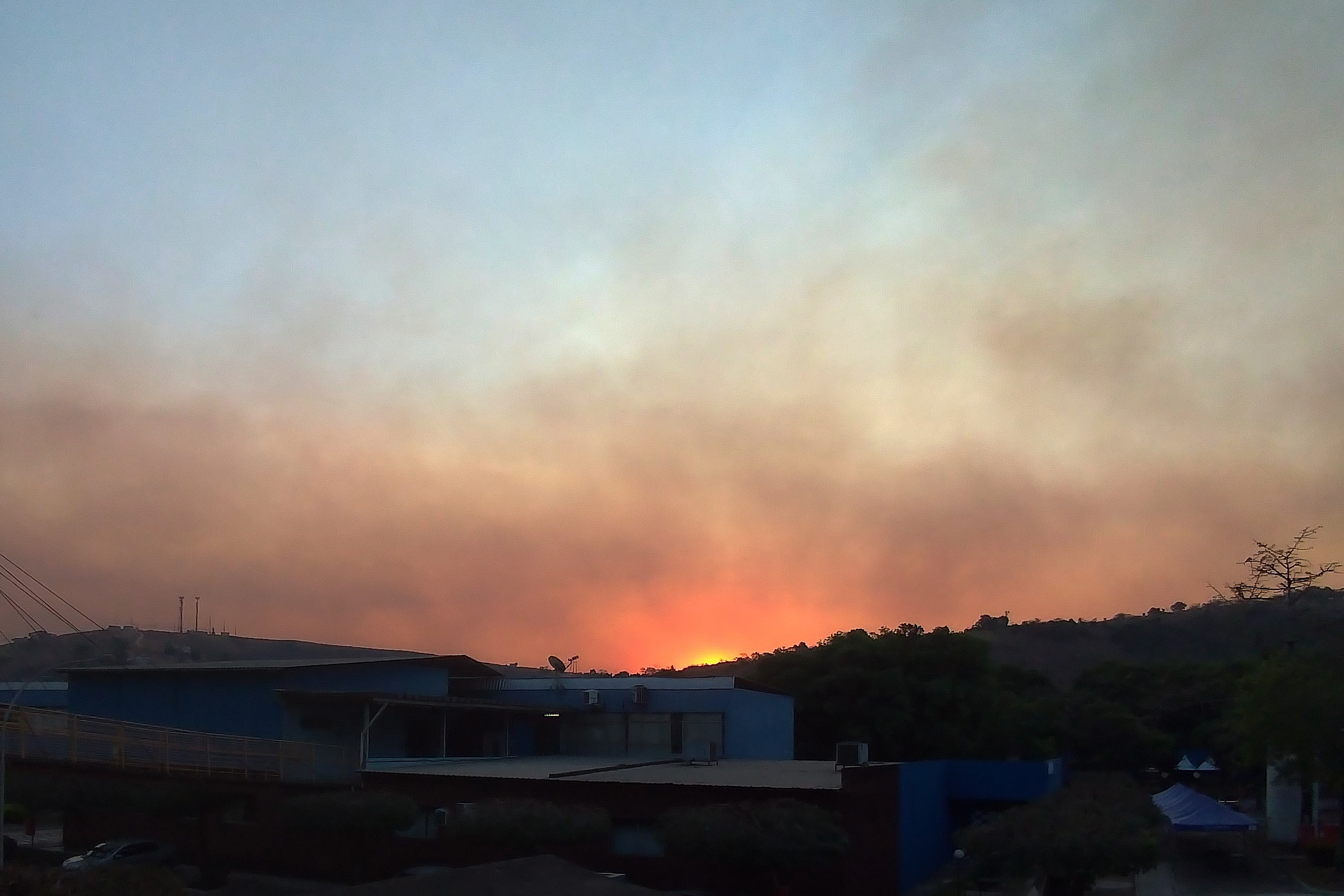
Poluição do ar ao pôr do sol em uma tarde de setembro, após longo período de estiagem na estação seca.

Um problema recorrente em todo o município é as queimadas, que ocorrem sobretudo durante os meses em que o clima seco propicia a propagação de fogo pela vegetação, prejudicando ainda a qualidade do ar já debilitada em função da poluição oriunda das siderúrgicas nas cidades vizinhas. A topografia do município contribui com o acúmulo de contaminantes no ar, em especial nos meses mais secos, quando são registradas baixas temperaturas e índices de umidade relativa do ar insatisfatórios, elevando a incidência de doenças respiratórias nessa época do ano. Todavia, a maior fonte de poluição gerada na cidade é oriunda do fluxo de veículos.
Em certas ocasiões o município é afetado por secas prolongadas, reduzindo a disponibilidade hídrica local. O ano de 1963 teve um acumulado anual de chuva de 339,8 mm, cerca de 27% da média climatológica, e a seca severa entre 2014 e 2015 trouxe uma quantidade recorde de focos de incêndio no território fabricianense. Entre setembro de 2009 e agosto de 2012, foram registrados 62 focos de incêndio por meio de satélites, enquanto que no triênio seguinte (setembro de 2012 a agosto de 2015) foram 54 distribuídos por todo o município. Entre setembro e novembro de 2015, contudo, o número de focos registrados foi mais de duas vezes superior ao total dos seis anos anteriores, chegando a 247 focos no território municipal em função da estiagem prolongada.

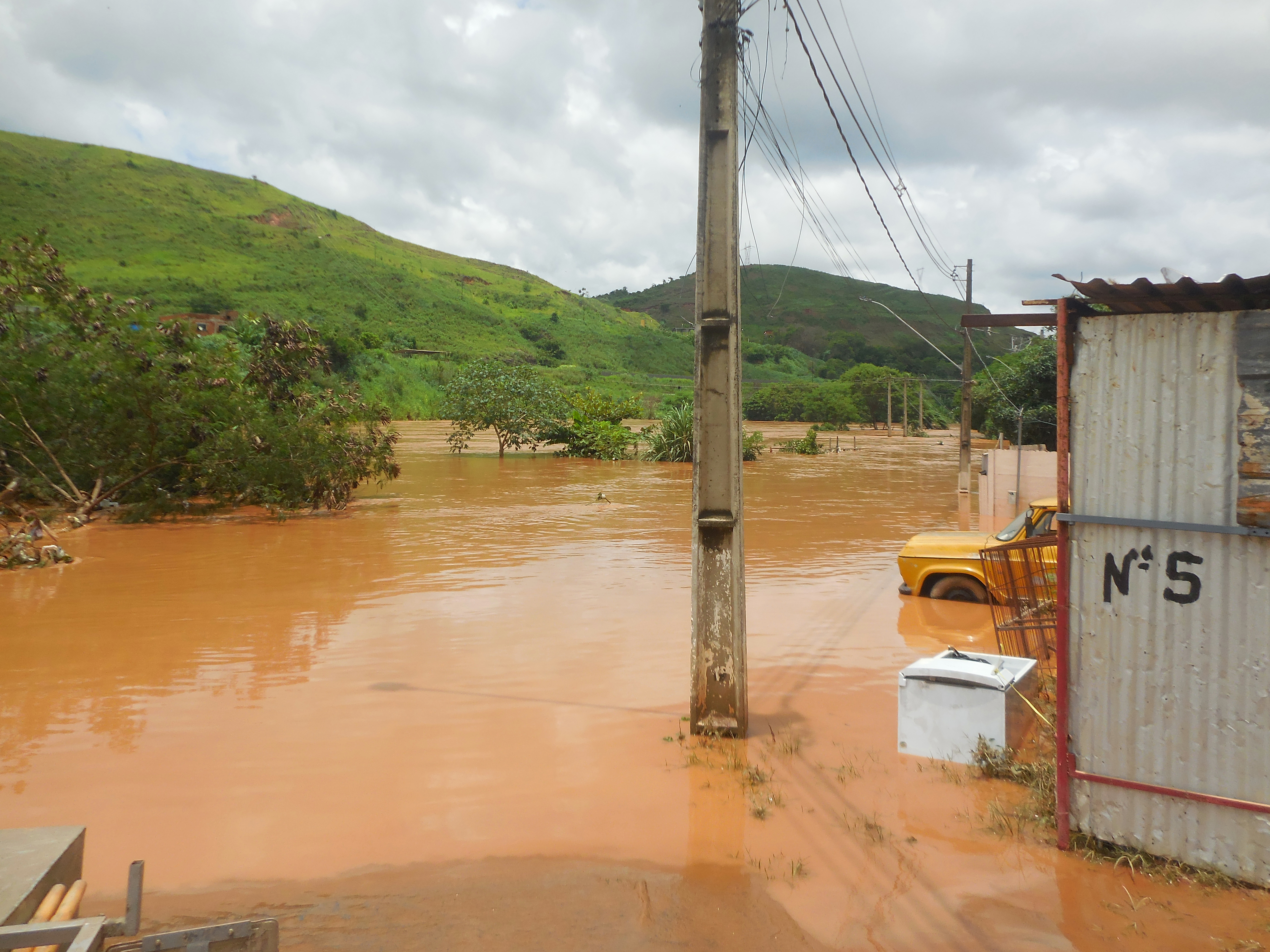
Enchente do rio Piracicaba na Prainha após chuvas intensas na região em janeiro de 2020

Por outro lado, no período chuvoso as enchentes provocam grandes estragos nas áreas mais baixas e populosas da cidade e deslizamentos de terra nos morros e encostas. As causas destes problemas muitas vezes são as construções de residências em encostas de morros e áreas de risco, além do lixo despejado nos córregos e ribeirões. Os primeiros loteamentos da cidade, em meados do século XX, estavam situados às margens dos cursos hidrográficos, em especial do ribeirão Caladão, ao redor do qual se estabeleceu o distrito Senador Melo Viana e parte do perímetro urbano do distrito-sede. A ocupação sem planejamento das áreas adjacentes, associada às características morfométricas, resultou na poluição e em uma tendência a enchentes durante eventos de cheias, em especial em Senador Melo Viana, que corresponde à área mais populosa da cidade.
O município foi um dos atingidos pelas enchentes de 1979, quando foram registrados 35 dias consecutivos de chuva entre janeiro e fevereiro daquele ano. Isso levou à cheia dos mananciais da bacia do rio Doce, inclusive o rio Piracicaba e seus afluentes, resultando em enchentes históricas em municípios da região. Da mesma forma, vários bairros fabricianenses banhados por cursos hidrográficos, como Giovannini e Júlia Kubitschek, ficaram inundados por alguns dias, sendo a pior enchente da história de Coronel Fabriciano. No século XXI, enchentes de grandes proporções associadas a cheias do rio Piracicaba foram registradas em janeiro de 2020 (deixando 420 desalojados) e janeiro de 2022 (481 desalojados). Tempestades seguidas de enxurradas e/ou deslizamentos de terra, por sua vez, atingiram a localidade com gravidade em 15 de dezembro de 2005 (cerca de cem desabrigados), dezembro de 2013 (dezenas de desalojados) e 17 de dezembro de 2024 (1 039 desabrigados ou desalojados).

### Preservação ambiental

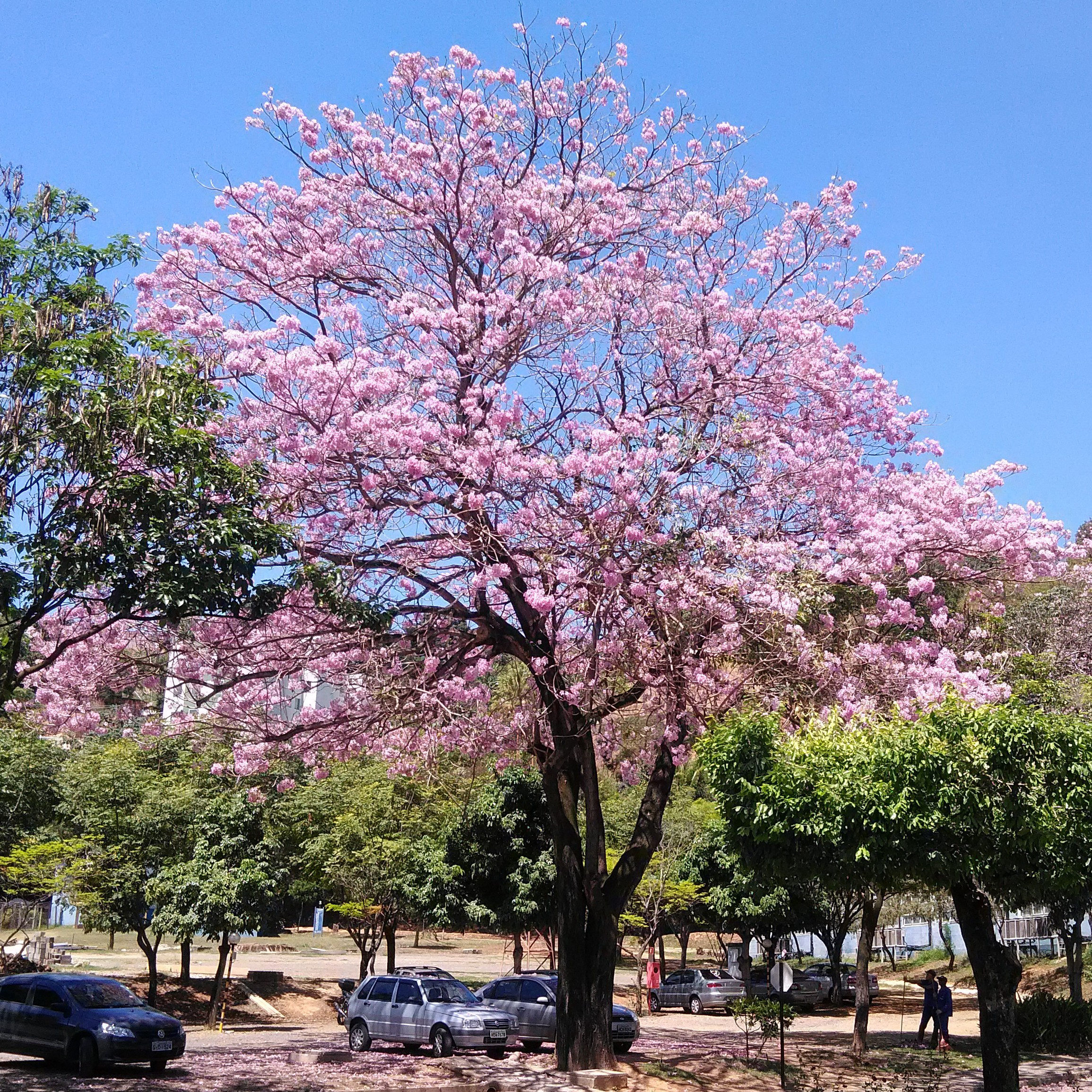
Florada de um ipê-roxo no Unileste

Em meio às áreas reflorestadas e desmatadas, ainda são encontradas algumas diversidades em ilhas não devastadas, com algumas espécies de bromélias e orquídeas, além da palmeira-indaiá, ipê-roxo, embaúbas, quaresmeiras e samambaias, dentre outras espécies. Na época das secas (abril–outubro), é comum o amarelamento de áreas com muito mato e poucas árvores, devido à escassez de chuva. Já na fauna também é comum observar espécies típicas de áreas do domínio da Mata Atlântica, assim como em várias regiões do próprio estado de Minas Gerais, como jacu; aves de rapina, como o gavião e o carcará; mamíferos como o macaco-da-cara-branca; além de algumas espécies de serpentes.
Em 2007, Fabriciano contava com três áreas de proteção ambiental (APAs), sendo elas a APA Serra dos Cocais, a APA do Recanto Verde e a APA Mata da Biquinha. A Serra dos Cocais ainda concentra grande parte da fauna e da flora local, além de ter sua importância hídrica e geológica citada anteriormente, sendo o divisor das bacias dos rios Doce, Piracicaba e Santo Antônio e abrigando diversas cachoeiras e nascentes, muitas das quais abertas à visitação. A orientação variada do relevo, as variações bruscas de altitude e a influência do clima atlântico dão origem a microclimas; que, associados à constituição granítica do solo, criam aspectos particulares, resultando em características de vegetação rupestre que garantem à Serra dos Cocais uma diferenciação em relação às demais.

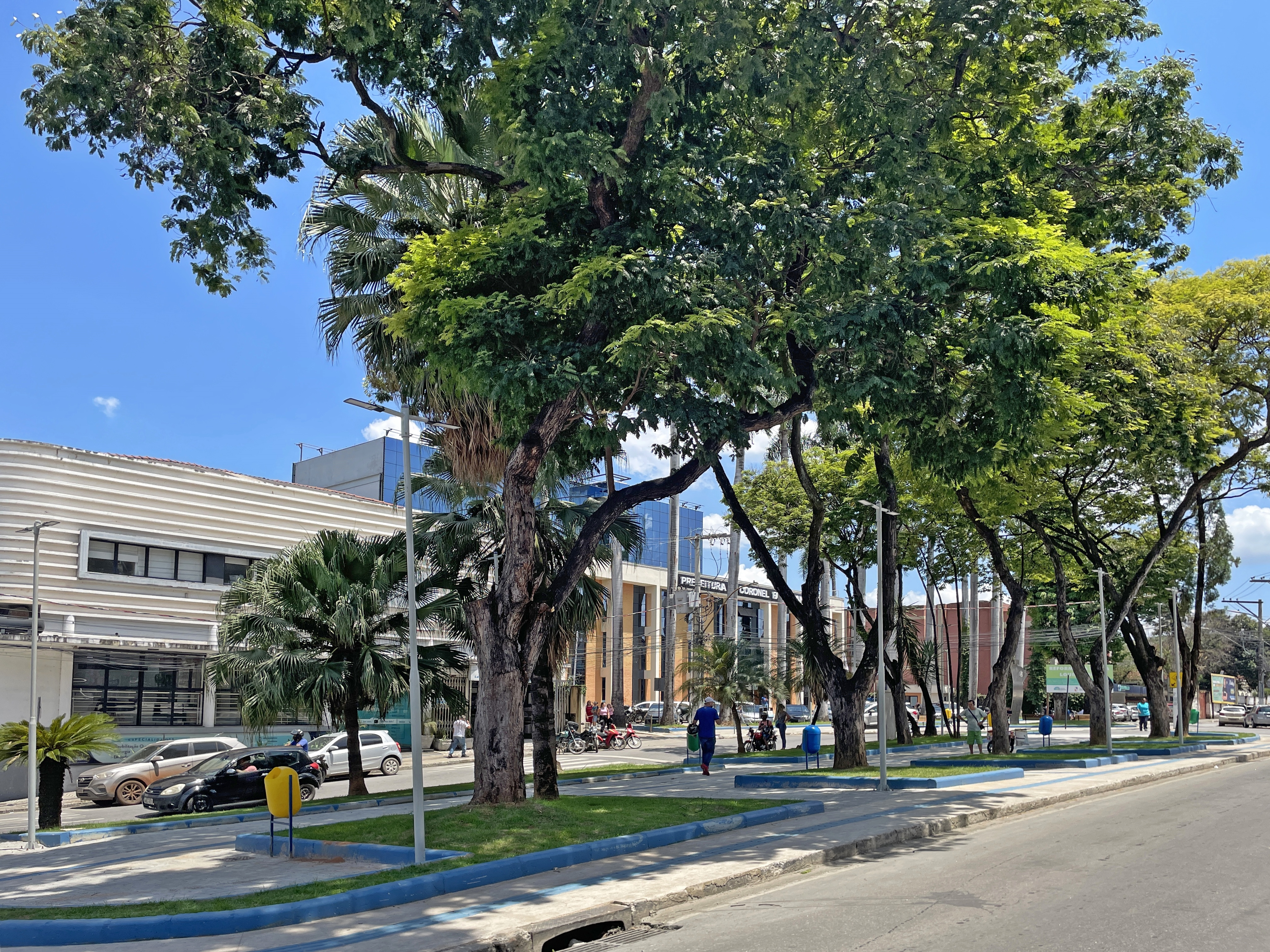
Árvores na Praça Louis Ensch, no Centro.

As APAs da Biquinha e do Recanto Verde, por sua vez, situam-se próximas do perímetro urbano e têm cerca de 70 hectares cada uma. Possuem relevância por ter mata nativa em regeneração, onde vivem pequenos animais e pássaros diversos, e contam ainda com várias trilhas que são usadas para caminhadas e cachoeiras e nascentes abertas ao público. Com foco à conservação ambiental, também se destacam campanhas de conscientização ecológica realizadas ocasionalmente nas escolas e que envolvem a população e incentivos ao plantio de árvores na zona urbana, além de ações de preservação de nascentes. Além disso, em novembro de 2013, houve a reestruturação do sistema de coleta seletiva de lixo, que funciona através de uma parceria entre a prefeitura, os estabelecimentos comerciais e os catadores de lixo.
O esgoto produzido em Coronel Fabriciano era liberado diretamente para os cursos hídricos que cortam o perímetro urbano, porém uma estação de tratamento de águas residuais foi autorizada a operar em Timóteo em 2019, com a intenção de atender parcialmente às duas cidades. O Plano Diretor de Coronel Fabriciano prevê, dentre outras medidas, a revegetação da cabeceira e das margens dos cursos hidrográficos da zona urbana, o aumento da capacidade de vazão e o controle de cheias. A administração municipal também trabalha na complementação das redes de drenagem, desassoreamento, limpeza, recuperação de encostas nas margens dos cursos hidrográficos que cortam o perímetro urbano, reduzindo o risco de enchentes.

### Mapas
[1] ^  Instituto Brasileiro de Geografia e Estatística (IBGE) (1980). «Folha SE-23-Z-D-V». Biblioteca IBGE. Consultado em 11 de setembro de 2014. Cópia arquivada em 12 de setembro de 2014 Centralizando o distrito-sede.
[2] ^  Instituto Brasileiro de Geografia e Estatística (IBGE) (1980). «Folha SE-23-Z-D-II». Biblioteca IBGE. Consultado em 11 de setembro de 2014. Cópia arquivada em 12 de setembro de 2014 Centralizando o distrito Senador Melo Viana e a zona rural.
[3] ^  Secretaria de Turismo e Desenvolvimento Econômico (Sedetur) (2009). «Mapa turístico de Coronel Fabriciano». Prefeitura. Consultado em 11 de setembro de 2014. Cópia arquivada em 3 de março de 2016